# マジックサンズ
マジックサンズ（欧字名:Magic Sands、2022年3月25日 - ）は、日本の競走馬。主な勝ち鞍に2024年の札幌2歳ステークス。
馬名の由来は「潮の満ち引きで砂浜が消えて見える、カイルアコナの神秘のビーチ」である。

## 戦績
2024年7月7日に行われた函館競馬場の2歳新馬戦で、佐々木大輔を背にデビュー。スタートでは後手に回るも、外目から進出しながら巻き返し、2馬身差の快勝を見せた。次走は初の重賞挑戦として8月31日に札幌競馬場で行われた札幌2歳ステークスに出走。道中は中団を追走し、３～４コーナーで外々を回るロスがありながらも、直線入り口で先頭に。最後は内を突いてきたアルマヴェローチェ（後の阪神ジュベナイルフィリーズ覇者）との激しい追い比べをハナ差で制し、デビュー2連勝での重賞初制覇を飾った。
11月22日、馬主であるサンデーサラブレッドクラブが12月28日に中山競馬場で行われるホープフルステークスに出走することをホームページにおいて発表した。
2025年1月8日にサンデーサラブレッドクラブのホームページで明らかにしたところによれば、放牧した後に馬体チェックを行ったところ、左前脚の膝の部分に腫れと熱感があったので、栗東トレーニングセンターで獣医師の診察を受けたところ、橈骨遠位端に小さな骨片が見つかり、左橈側手根骨々折が判明し、3か月以上の休養を余儀なくされるが、この骨折としては軽傷で、歩様に影響がみられないため、クラシックの皐月賞には間に合うという。
その皐月賞は6着に敗れ、その後、2025年4月23日に管理する須貝調教師が5月11日に東京競馬場で行われるNHKマイルカップに向かうことを明らかにした。鞍上には武豊を新たに迎える。
そのNHKマイルカップはパンジャタワーのアタマ差で2着に敗れた。鞍上の武豊は「少しテンションが高いところがあるので、馬混みに入れる形はやめた方がいいと思いました。狙ったレースはできましたし、最後もしっかりと伸びて、あともう少しのところだったんですけどねえ…」とレース後に話している。なお、今後は、日本ダービーには出走せずに、放牧に出す。

## 競走成績
以下の内容は、JBISサーチおよびnetkeiba.comの情報に基づく。
| 競走日     | 競馬場 | 競走名      | 格   | 距離（馬場）  | 頭 数 | 枠 番 | 馬 番 | オッズ （人気） | 着順 | タイム （上り3F） | 着差 | 騎手        | 斤量 [kg] | 1着馬（2着馬）         | 馬体重 [kg] |
| ---------- | ------ | ----------- | ---- | ------------- | ----- | ----- | ----- | --------------- | ---- | ----------------- | ---- | ----------- | --------- | ---------------------- | ----------- |
| 2024.07.07 | 函館   | 2歳新馬     |      | 芝1800m（稍） | 10    | 6     | 6     | 002.00（1人）   | 01着 | R1:54.0（35.3）   | -0.3 | 0佐々木大輔 | 55        | （ビーオンザカバー）   | 502         |
| 0000.08.31 | 札幌   | 札幌2歳S    | GIII | 芝1800m（重） | 12    | 2     | 2     | 004.30（3人）   | 01着 | R1:50.3（36.6）   | -0.0 | 0佐々木大輔 | 55        | （アルマヴェローチェ） | 500         |
| 0000.12.28 | 中山   | ホープフルS | GI   | 芝2000m（良） | 18    | 6     | 12    | 006.40（2人）   | 16着 | R2:02.6（36.6）   | -2.1 | 0佐々木大輔 | 56        | クロワデュノール       | 510         |
| 2025.04.20 | 中山   | 皐月賞      | GI   | 芝2000m（良） | 18    | 8     | 18    | 201.5（16人）   | 06着 | R1:57.6（33.8）   | -0.6 | 0佐々木大輔 | 57        | ミュージアムマイル     | 516         |
| 0000.05.11 | 東京   | NHKマイルC  | GI   | 芝1600m（良） | 18    | 5     | 10    | 008.40（3人）   | 02着 | R1:31.7（33.7）   | -0.0 | 0武豊       | 57        | パンジャタワー         | 514         |

- 競走成績は2025年5月11日現在

## 血統表
| マジックサンズの血統            | マジックサンズの血統               | マジックサンズの血統          | （血統表の出典）              | （血統表の出典）    |
| 父系                            | サンデーサイレンス系               | サンデーサイレンス系          | サンデーサイレンス系          |                     |
| 父 キズナ 2010 青鹿毛           | 父の父ディープインパクト 2002 鹿毛 | *サンデーサイレンス           | Halo                          | Halo                |
| 父 キズナ 2010 青鹿毛           | 父の父ディープインパクト 2002 鹿毛 | *サンデーサイレンス           | Wishing Well                  |                     |
| 父 キズナ 2010 青鹿毛           | 父の父ディープインパクト 2002 鹿毛 | *ウインドインハーヘア         | Alzao                         | Alzao               |
| 父 キズナ 2010 青鹿毛           | 父の父ディープインパクト 2002 鹿毛 | *ウインドインハーヘア         | Burghclere                    |                     |
| 父 キズナ 2010 青鹿毛           | 父の母*キャットクイル 1990 鹿毛    | Storm Cat                     | Storm Bird                    | Storm Bird          |
| 父 キズナ 2010 青鹿毛           | 父の母*キャットクイル 1990 鹿毛    | Storm Cat                     | Terlingua                     |                     |
| 父 キズナ 2010 青鹿毛           | 父の母*キャットクイル 1990 鹿毛    | Pacific Princess              | Damascus                      | Damascus            |
| 父 キズナ 2010 青鹿毛           | 父の母*キャットクイル 1990 鹿毛    | Pacific Princess              | Fiji                          |                     |
| 母 コナブリュワーズ 2010 黒鹿毛 | 母の父キングカメハメハ 2001 鹿毛   | Kingmambo                     | Mr. Prospector                | Mr. Prospector      |
| 母 コナブリュワーズ 2010 黒鹿毛 | 母の父キングカメハメハ 2001 鹿毛   | Kingmambo                     | Miesque                       |                     |
| 母 コナブリュワーズ 2010 黒鹿毛 | 母の父キングカメハメハ 2001 鹿毛   | *マンファス                   | *ラストタイクーン             | *ラストタイクーン   |
| 母 コナブリュワーズ 2010 黒鹿毛 | 母の父キングカメハメハ 2001 鹿毛   | *マンファス                   | Pilot Bird                    |                     |
| 母 コナブリュワーズ 2010 黒鹿毛 | 母の母アンブロワーズ 2002 鹿毛     | *フレンチデピュティ           | Deputy Minister               | Deputy Minister     |
| 母 コナブリュワーズ 2010 黒鹿毛 | 母の母アンブロワーズ 2002 鹿毛     | *フレンチデピュティ           | Mitterand                     |                     |
| 母 コナブリュワーズ 2010 黒鹿毛 | 母の母アンブロワーズ 2002 鹿毛     | フサイチミニヨン              | *サンデーサイレンス           | *サンデーサイレンス |
| 母 コナブリュワーズ 2010 黒鹿毛 | 母の母アンブロワーズ 2002 鹿毛     | フサイチミニヨン              | *バレークイーン               |                     |
| 母系(F-No.)                     | バレークイーン(IRE)系(FN:1-l)      | バレークイーン(IRE)系(FN:1-l) | バレークイーン(IRE)系(FN:1-l) |                     |
| 5代内の近親交配                 | サンデーサイレンス 3×4             | サンデーサイレンス 3×4        | サンデーサイレンス 3×4        |                     |

- 半姉コナコースト（父キタサンブラック）は2023年の桜花賞2着馬。
- 祖母アンブロワーズは2004年の函館2歳ステークス優勝馬で、同年の阪神ジュベナイルフィリーズ2着。
- 3代母フサイチミニヨンのきょうだいにフサイチコンコルド、ボーンキング、アンライバルド。そのほかの近親にヴィクトリーなど。